# Glypta hondoana
Glypta hondoana är en stekelart som beskrevs av Dasch 1988. Glypta hondoana ingår i släktet Glypta och familjen brokparasitsteklar. Inga underarter finns listade i Catalogue of Life.